# TBX1
TBX1 (англ. T-box 1) – білок, який кодується однойменним геном, розташованим у людей на короткому плечі 22-ї хромосоми. Довжина поліпептидного ланцюга білка становить 398 амінокислот, а молекулярна маса — 43 133.
| 10         |  | 20         |  | 30         |  | 40         |  | 50         |
| ---------- |  | ---------- |  | ---------- |  | ---------- |  | ---------- |
| MHFSTVTRDM |  | EAFTASSLSS |  | LGAAGGFPGA |  | ASPGADPYGP |  | REPPPPPPRY |
| DPCAAAAPGA |  | PGPPPPPHAY |  | PFAPAAGAAT |  | SAAAEPEGPG |  | ASCAAAAKAP |
| VKKNAKVAGV |  | SVQLEMKALW |  | DEFNQLGTEM |  | IVTKAGRRMF |  | PTFQVKLFGM |
| DPMADYMLLM |  | DFVPVDDKRY |  | RYAFHSSSWL |  | VAGKADPATP |  | GRVHYHPDSP |
| AKGAQWMKQI |  | VSFDKLKLTN |  | NLLDDNGHII |  | LNSMHRYQPR |  | FHVVYVDPRK |
| DSEKYAEENF |  | KTFVFEETRF |  | TAVTAYQNHR |  | ITQLKIASNP |  | FAKGFRDCDP |
| EDWPRNHRPG |  | ALPLMSAFAR |  | SRNPVASPTQ |  | PSGTEKGGHV |  | LKDKEVKAET |
| SRNTPEREVE |  | LLRDAGGCVN |  | LGLPCPAECQ |  | PFNTQGLVAG |  | RTAGDRLC   |

A: Аланін

C: Цистеїн

D: Аспарагінова кислота

E: Глутамінова кислота

F: Фенілаланін

G: Гліцин

H: Гістидин

I: Ізолейцин

K: Лізин

L: Лейцин

M: Метіонін

N: Аспарагін

P: Пролін

Q: Глутамін

R: Аргінін

S: Серин

T: Треонін

V: Валін

W: Триптофан

Кодований геном білок за функцією належить до білків розвитку. 
Задіяний у таких біологічних процесах, як транскрипція, регуляція транскрипції, альтернативний сплайсинг. 
Білок має сайт для зв'язування з ДНК. 
Локалізований у ядрі.